# Đặng Thế Luân
Đặng Thế Luân (sinh năm 1976) là một nam ca sĩ người Mỹ gốc Việt, hiện đang cộng tác với trung tâm Asia.

## Tiểu sử
Đặng Thế Luân sinh ngày 9 tháng 8 năm 1976 tại Thành phố Hồ Chí Minh, Việt Nam, 1 năm sau khi cuộc chiến tranh giữa 2 miền Nam-Bắc chấm dứt vào năm 1975, đến năm 1992 thì anh cùng với gia đình gồm bố mẹ, 3 người anh trai và 4 người chị gái sang định cư tại tiểu bang Maryland, Đông Bắc Hoa Kỳ theo diện Rover.Hiện tại anh cũng như gia đình vẫn sống tại tiểu bang đó cho đến nay.
Trong gia đình của Đặng Thế Luân, hầu như người nào cũng thích hát, nhưng chỉ có Thế Luân là trở thành ca sĩ chuyên nghiệp và được đứng trên sân khấu của Trung tâm Asia. Đặng Thế Luân còn có 1 người chị chơi đàn tranh khá hay.
Đặng Thế Luân mê nhạc từ nhỏ. Song song với việc học nhạc ở Nhà Thiếu nhi quận 1, Sài Gòn về ký xướng âm và luyện thanh, anh còn theo học đàn mandoline với một người quen trong xóm, trên đường Mạc Đỉnh Chi. Sau khi sang Mỹ, những ngày đầu, Đặng Thế Luân cũng không tránh khỏi những bở ngỡ, nhất là về mặt ngôn ngữ dù đã may mắn được gia đình cho theo học Anh Văn từ nhỏ. Nhưng cũng nhờ đó mà chỉ cần một thời gian ngắn anh đã hoà nhập một cách dễ dàng vào cuộc sống mới.

## Sự nghiệp
Đặng Thế Luân là một khuôn mặt mới của sân khấu ca nhạc Việt Nam tại hải ngoại, anh được Trung tâm Asia phát hiện từ cuộc Tuyển Lựa Ca Sĩ Việt Nam Hải Ngoại Kỳ 4 tổ chức tại Washington, D.C vào ngày 13 tháng 4 năm 2003. Tuy nhiên khi đó, Đặng Thế Luân chỉ chiếm được một thứ hạng khiêm nhượng. Nhưng chỉ khoảng không đầy hai năm sau tại vòng chung kết cuộc tuyển lựa tài năng mới của Trung tâm Asia diễn ra tại Hội Chợ Tết ở nam California vào đầu năm 2005, Đặng Thế Luân đã oanh liệt chiếm hạng nhất với nhạc phẩm “Xin Anh Giữ Trọn Tình Quê”.
Sau khi đoạt giải, Đặng Thế Luân đã được trung tâm Asia mời ký hợp đồng để trở thành một ca sĩ độc quyền của trung tâm này, khởi đầu với chương trình Asia 48 mang chủ đề “75 Năm Âm Nhạc Việt Nam” trong nhạc phẩm “Xin Anh Giữ Trọn Tình Quê”, trình bày song ca với Duy Khánh. 
Tiết mục song ca với Băng Tâm trong liên khúc “Trăng Tàn Trên Hè Phố” và “Những Ngày Xưa Thân Ái” trong chương trình Asia kế tiếp đã khiến anh được để ý nhiều hơn. Đến chương trình Asia 50 thì tiếng hát của Đặng Thế Luân có thể coi như đã chinh phục được khán giả trong nhạc phẩm “Biển Mặn”, trình bày song ca với Nhật Trường.
Tiếp đến là liên khúc “Chuyện Hợp Tan” và “Chuyện 3 Người”, trình bày chung với Ngọc Huyền trên Asia 51 với chủ đề “Tình Khúc Sau Cuộc Chiến” cũng mang lại cho Đặng thế Luân một kết quả rất thuận lợi. Đến khi tiết mục đơn ca “Khóc Mẹ Đêm Mưa” do anh trình bày trong chương trình Asia 52 thì tên tuổi Đặng trở thành nổi bật. 
Mặc dù vẫn thường nghe nhiều thể loại nhạc khác nhau, nhưng Đặng thế Luân chủ trương sẽ luôn đi theo loại nhạc quê hương. Vì khi trình bày những nhạc phẩm đó anh cảm nhận được một cách sâu xa những tình cảm rất đậm đà đối với miền đất anh đã được sinh ra và lớn lên trong vòng tay ấm áp của gia đình. Những yếu tố đó hẳn đã giúp cho Đặng Thế Luân có được niềm dạt dào xúc cảm qua tiếng hát của anh.
Khi hỏi anh có ảnh hưởng của một vài ca sĩ nào trong cách trình diễn cũng như trong chất giọng của mình? Anh liền trả lời: "Tôi thích giọng hát truyền cảm của Duy Khánh và Hoài Nam, nhưng tôi muốn mình phải có cái riêng của mình". Còn hỏi mơ ước của anh sau này, một khi không còn làm ca sĩ nửa? Anh trả lời là làm chủ một nhà hàng nho nhỏ.
Ngoài việc hát tân nhạc, trong thời gian gần đây, Đặng Thế Luân còn cho thấy khả năng đóng kịch và hát cải lương, cũng như sắp tốt nghiệp bằng MBA (Cao học quản trị kinh doanh) trong năm 2009.

## Sản phẩm âm nhạc

### CD
- AsiaCD 225: Tìm Nhau Trong Kỷ Niệm (với Băng Tâm), 2006
  1. Hai Mươi Năm Qua (Trần Quang Vinh) - Đặng Thế Luân
  2. Tội Tình (Hàn Châu) - Băng Tâm
  3. Hỏi Anh Hỏi Em (Lê Minh Bằng) - Đặng Thế Luân & Băng Tâm
  4. Tìm Nhau Trong Kỷ Niệm (Châu Kỳ & Hồ Đình Phương) - Đặng Thế Luân
  5. Tình Cô Gánh Hàng Rong (Vinh Sử) - Băng Tâm
  6. Mất Nhau Rồi (Ngân Trang) - Đặng Thế Luân & Băng Tâm
  7. Cách Biệt (Trầm Tử Thiêng) - Đặng Thế Luân
  8. Tấm Ảnh Không Hồn (Lê Dinh) - Băng Tâm
  9. Sông Quê (Đinh Trầm Ca) - Đặng Thế Luân & Băng Tâm
  10. Sầu Lẻ Bóng 2 (Anh Bằng) - Đặng Thế Luân
- AsiaCD 233: Khóc Mẹ Đêm Mưa, 2006
  1. Khóc Mẹ Đêm Mưa (Anh Bằng, thơ: Vương Trọng)
  2. Bao Giờ Em Quên (Duy Khánh)
  3. Bến Duyên Lành (Phạm Thế Mỹ)
  4. Chuyện Tình Người Lính Trẻ (Nguyên Anh, thơ: Giang Nam)
  5. Cõi Nhớ (Sông Trà)
  6. Để Trả Lời Một Câu Hỏi (Trúc Phương)
  7. Hành Trang Giã Từ (Trường Sa)
  8. LK Những Ngày Xưa Thân Ái & Trăng Tàn Trên Hè Phố (Phạm Thế Mỹ) - Đặng Thế Luân & Băng Tâm (ASIA 49)
  9. Đêm Buồn Tỉnh Lẻ (Tú Nhi & Bằng Giang)
  10. Chuyến Tàu Hoàng Hôn (Minh Kỳ & Hoài Linh)
  11. Đêm Tâm Sự (Trúc Phương)
  12. Xin Anh Giữ Trọn Tình Quê (Duy Khánh) - Đặng Thế Luân & Duy Khánh (ASIA 48)
  13. LK Chuyện Hợp Tan & Chuyện Ba Người - Đặng Thế Luân & Ngọc Huyền (ASIA 51)
  14. Biển Mặn (Trần Thiện Thanh) - Đặng Thế Luân & Nhật Trường (ASIA 50)
- AsiaCD 245: Người Thương Binh, 2007
- AsiaCDCS 09: Chương Trình Tân Cổ Giao Duyên - Lá Trầu Xanh (với Ngọc Huyền), 2007
- AsiaCD 246: Tâm Sự Với Em (với Băng Tâm), 2008
- AsiaCDCS 16: Khóc Thầm (với Băng Tâm, Đan Nguyên, Ngọc Huyền), 2008
- AsiaCD 278: Nhật Ký Của Hai Đứa Mình, 2010
- AsiaCD 293: Tuyết Lạnh (với Tâm Đoan), 2010
  1. Sầu Tím Thiệp Hồng (Hoài Linh) - Đặng Thế Luân & Tâm Đoan
  2. Loài Hoa Không Vỡ (Phạm Mạnh Cương) - Tâm Đoan (ASIA 66)
  3. Nếu Ta Đừng Quen Nhau (Huỳnh Anh) - Đặng Thế Luân & Tâm Đoan
  4. Tám Điệp Khúc (Anh Việt Thu) - Đặng Thế Luân
  5. Đôi Ngã Chia Ly (Khánh Băng) - Đặng Thế Luân & Tâm Đoan
  6. Những Đóm Mắt Hỏa Châu (Hàn Châu) - Tâm Đoan
  7. Về Dưới Mái Nhà (Xuân Tiên) - Đặng Thế Luân & Tâm Đoan
  8. Lối Về Đất Mẹ (Duy Khánh) - Đặng Thế Luân (ASIA 66)
  9. Tuyết Lạnh (Lê Dinh & Phương Trà) - Đặng Thế Luân & Tâm Đoan
  10. Phượng Vỹ (Vũ Thanh) - Tâm Đoan
- AsiaCDCS 33: Nối Lại Tình Xưa (với Ngọc Huyền), 2011
- AsiaCDCS 38: Ngang Trái, 2011
  1. Những Đồi Hoa Sim (Dzũng Chinh, thơ: Hữu Loan)
  2. Con Đường Xưa Em Đi (Châu Kỳ & Hồ Đình Phương)
  3. Ngang Trái (Lê Dinh)
  4. Nhớ Người Yêu (Hoàng Hoa & Thảo Trang)
  5. Căn Nhà Màu Tím (Hoài Linh)
  6. Về Đâu Mái Tóc Người Thương (Hoài Linh)
  7. Buồn Chi Em Ơi (Lam Phương)
  8. Giã Từ (Tô Thanh Tùng)
  9. Lời Cho Kẻ Phụ Tình (Huỳnh Nhật Tân)
  10. LK Chuyện Giàn Thiên Lý (Anh Bằng)
- AsiaCD 337: Cánh Phượng Hồng Thuở Xưa, 2013
  1. Cánh Phượng Hồng Thuở Xưa (Anh Bằng, thơ: Trịnh Bửu Hoài) (ASIA 71)
  2. Gõ Cửa (Anh Bằng)
  3. Làm Thơ Tình Em Đọc (Trúc Hồ, thơ: Trịnh Bửu Hoài)
  4. Vĩnh Biệt (Lam Phương)
  5. Trả Lời Thư Em (Trần Quảng Nam)
  6. Rừng Lá Thay Chưa (Huỳnh Anh, thơ: Hoàng Ngọc Ẩn)
  7. Từ Lúc Em Đi (Tùng Giang)
  8. Cuốn Theo Chiều Gió (Anh Việt Thu)
  9. Huế Đã Xa Rồi (Anh Bằng)
  10. Chuyến Xe Ba Người (Song Ngọc & Hồ Đình Phương)
- AsiaCDCS 56: Biển Tình (với Y Phương), 2014
  1. Bọt Biển (Lam Phương) - Đặng Thế Luân & Y Phương
  2. Em Là Tất Cả (Lam Phương) - Đặng Thế Luân
  3. Biết Đến Bao Giờ (Lam Phương) - Y Phương
  4. Chỉ Có Em (Lam Phương) - Đặng Thế Luân & Y Phương
  5. Lạy Trời Con Được Bình Yên (Lam Phương) - Y Phương
  6. Cỏ Úa (Lam Phương) - Đặng Thế Luân
  7. Biển Tình (Lam Phương) - Đặng Thế Luân & Y Phương
  8. Phút Cuối (Lam Phương) - Y Phương
  9. Giọt Lệ Sầu (Lam Phương) - Đặng Thế Luân
  10. Mình Mất Nhau Bao Giờ (Lam Phương) - Đặng Thế Luân & Y Phương
  11. Xót Xa (Lam Phương) - Đặng Thế Luân
  12. Một Mình (Lam Phương) - Y Phương
- AsiaCDCS: Tình Ca Dâng Mẹ - Đèn Khuya, 2014
- AsiaCDCS 57: Yêu Nhau Bốn Mùa, 2015
- AsiaCDCS 61: Tình Duyên Mùa Nước Nổi, 2015
- AsiaCD 392: The Best of Đặng Thế Luân - Sáu Tháng Quân Trường, 2017
- AsiaCDCS: Tôi Sẽ Về, 2017
- AsiaCDCS: Đính Ước (với Trúc Mi)
- AsiaCDCS: Đêm Trao Kỷ Niệm (với Trúc Mi)

### DVD
- The Best of Đặng Thế Luân (2011)
- Duyên Kiếp, với Ngọc Huyền
- Liveshow Nối Giâc Mơ Xưa (2014)
- Liveshow Đêm Trao Kỷ Niệm, với Trúc Mi (2016)

### Trình diễn trên sân khấu Trung Tâm Asia
| STT | Tiết mục | Thể hiện với                                                                                      | Chương trình | Năm  |
| --- | --- | ------------------------------------------------------------------------------------------------- | ------------ | ---- |
| 1   | Xin Anh Giữ Trọn Tình Quê (Duy Khánh) | Duy Khánh (dùng hình ảnh & giọng từ cuốn ASIA 12)                                                 | ASIA 48      | 2005 |
| 2   | LK Trăng Tàn Trên Hè Phố, Những Ngày Xưa Thân Ái (Phạm Thế Mỹ) | Băng Tâm                                                                                          | ASIA 49      | 2005 |
| 3   | Biển Mặn (Trần Thiện Thanh) | Nhật Trường (dùng hình ảnh & giọng từ cuốn ASIA 2)                                                | ASIA 50      | 2006 |
| 4   | LK Em Còn Nhớ Mùa Xuân (Ngô Thụy Miên), Người Di Tản Buồn (Nam Lộc), Lời Kinh Đêm (Việt Dzũng), Mưa Sài Gòn Còn Buồn Không Em (Nguyệt Ánh), Mười Năm Tình Cũ (Trần Quảng Nam) | Lâm Nhật Tiến, Ngọc Hạ                                                                            | ASIA 51      | 2006 |
| 5   | LK Chuyện Hợp Tan, Chuyện Ba Người (Quốc Dũng) | Ngọc Huyền                                                                                        | ASIA 51      | 2006 |
| 6   | LK Chuyện Giàn Thiên Lý (Anh Bằng, thơ: Yên Thao), Chuyện Tình Hoa Trắng (Anh Bằng, thơ: Kiên Giang), Chuyện Hoa Sim (Anh Bằng, thơ: Hữu Loan)                                | Mạnh Đình, Ngọc Huyền, Băng Tâm, Y Phụng                                                          | ASIA 52      | 2006 |
| 7   | Khóc Mẹ Đêm Mưa (Anh Bằng) | solo                                                                                              | ASIA 52      | 2006 |
| 8   | LK Chuyện Người Đan Áo (Trường Sa), Bài Thánh Ca Buồn (Nguyễn Vũ) | Băng Tâm                                                                                          | ASIA 53      | 2007 |
| 9   | Trộm Nhìn Nhau (Trầm Tử Thiêng) | solo                                                                                              | ASIA 54      | 2007 |
| 10  | Thương Về Miền Trung (Duy Khánh) | solo                                                                                              | ASIA 55      | 2007 |
| 11  | Người Thương Binh (Anh Bằng) | solo                                                                                              | ASIA 56      | 2007 |
| 12  | Tân cổ: Cánh Chim Bạt Gió (Nam Lộc, Ngọc Huyền, Bạch Mai) | Ngọc Huyền                                                                                        | ASIA 57      | 2007 |
| 13  | Nó và tôi (nhạc Song Ngọc, lời Vọng Châu) | Lâm Nhật Tiến                                                                                     | ASIA 58      | 2008 |
| 14  | Nhớ nhau hoài (Anh Việt Thu, Thiên Hà) | solo                                                                                              | ASIA 58      | 2008 |
| 15  | Người Ngoài Phố (Anh Việt Thu) | solo                                                                                              | ASIA 59      | 2008 |
| 16  | LK Duyên Kiếp, Trăm Nhớ Ngàn Thương, Thu Sầu (Lam Phương) | Băng Tâm, Đan Nguyên, Y Phụng, Tường Nguyên, Tường Khuê, Ngọc Huyền                               | ASIA 59      | 2008 |
| 17  | Xuân Này Con Không Về (Trịnh Lâm Ngân) | Duy Khánh (dùng hình ảnh & giọng từ cuốn ASIA 10)                                                 | ASIA 60      | 2008 |
| 18  | Gặp Nhau Làm Ngơ (Trần Thiện Thanh) | Thùy Dương                                                                                        | ASIA 61      | 2009 |
| 19  | Hồi Chuông Xóm Đạo (Anh Bằng) | solo                                                                                              | ASIA 62      | 2009 |
| 20  | Tà Áo Cưới (Hoàng Thi Thơ) | solo                                                                                              | ASIA 63      | 2009 |
| 21  | Đời Còn Cô Đơn (Đài Phương Trang) | solo                                                                                              | ASIA 64      | 2009 |
| 22  | Một Mai Giã Từ Vũ Khí (Trịnh Lâm Ngân) | solo                                                                                              | ASIA 65      | 2010 |
| 23  | Lối Về Đất Mẹ (Duy Khánh) | solo                                                                                              | ASIA 66      | 2010 |
| 24  | Đám Cưới Đầu Xuân (Trần Thiện Thanh) | Băng Tâm                                                                                          | ASIA 67      | 2011 |
| 25  | Trường Cũ Tình Xưa (Duy Khánh) | Tâm Đoan                                                                                          | ASIA 68      | 2011 |
| 26  | Gia Tài Của Nó (Anh Bằng) | Băng Tâm                                                                                          | ASIA 69      | 2012 |
| 27  | Huế Nhớ O (Anh Bằng, thơ: Dáng Thơ) | Tâm Đoan                                                                                          | ASIA 70      | 2012 |
| 28  | Cánh Phượng Hồng Thuở Xưa (Anh Bằng, thơ: Trịnh Bửu Hoài) | solo                                                                                              | ASIA 71      | 2013 |
| 29  | Non Nước Chung Tình (Y Vân) | solo                                                                                              | ASIA 72      | 2013 |
| 30  | Căn Nhà Màu Tím (Hoài Linh) | Băng Tâm                                                                                          | ASIA 73      | 2013 |
| 31  | Kẻ Ở Miền Xa (Trúc Phương) | Huỳnh Phi Tiễn                                                                                    | ASIA 74      | 2014 |
| 32  | Người Xa Về Thành Phố (Trúc Phương) | solo                                                                                              | ASIA 74      | 2014 |
| 33  | Về Đâu Mái Tóc Người Thương (Hoài Linh) | Trúc Mi                                                                                           | ASIA 75      | 2014 |
| 34  | Lính Xa Nhà (Trịnh Lâm Ngân) | solo                                                                                              | ASIA 76      | 2015 |
| 35  | Nhạc Rừng Khuya (Lam Phương) | Hoàng Thục Linh, Hoàng Anh Thư, Hồng Diễm, Trúc Mi, Quốc Khanh, Huỳnh Phi Tiễn, Nhật Lâm, Thế Sơn | ASIA 77      | 2015 |
| 36  | LK Trúc Đào (Anh Bằng, thơ: Nguyễn Tất Nhiên), Hoa Học Trò (Anh Bằng, thơ: Nhất Tuấn)                                                                                         | Trúc Mi                                                                                           | ASIA 77      | 2015 |
| 37  | LK Nửa Đêm Ngoài Phố (Trúc Phương), Tôi Trở Về Thành Phố (Y Vân) | Nhật Lâm, Bảo Khánh                                                                               | ASIA 79      | 2017 |
| 38  | Mùa Đã Sang Rồi Em Có Hay (Anh Bằng) | solo                                                                                              | ASIA 79      | 2017 |
| 39  | Hào Khí Việt Nam (Holy Thắng) | Phương Hồng Quế, Đặng Minh Thông, Lê Quốc Tuấn                                                    | ASIA 80      | 2017 |
| 40  | Hái Hoa Rừng Cho Em (Trương Hoàng Xuân) | solo                                                                                              | ASIA 81      | 2018 |
| 41  | Và Tôi Cũng Yêu Em (Đức Huy) | Nguyễn Hoàng Nam, Cardin                                                                          | ASIA 81      | 2018 |
| 42  | Lá Thư Người Chiến Sĩ (Phạm Đình Chương) | solo                                                                                              | ASIA 82      | 2018 |

#### Chương trình thu hình khác
| STT | Tiết mục                                                          | Thể hiện với                       | Chương trình                 | Năm  |
| --- | ----------------------------------------------------------------- | ---------------------------------- | ---------------------------- | ---- |
| 1   | Hai Mùa Noel (Nguyễn Vũ)                                          | Ngọc Huyền                         | ASIA Đêm Giáng Sinh          | 2009 |
| 2   | Tà Áo Đêm Noel (Tuấn Lê)                                          | solo                               | ASIA Đêm Giáng Sinh          | 2009 |
| 3   | Xuân Này Con Về Mẹ Ở Đâu (Nhật Ngân)                              | solo                               | ASIA Đón Giao Thừa           | 2010 |
| 4   | Bóng Nhỏ Giáo Đường (Phượng Linh)                                 | solo                               | ASIA Noel, Noel              | 2010 |
| 5   | Nước Mắt Quê Hương (Anh Bằng)                                     | solo                               | ASIA Golden 1                | 2011 |
| 6   | Gót Chinh Nhân (Lê Minh Bằng)                                     | solo                               | ASIA Golden 2                | 2011 |
| 7   | Dư Âm Mùa Giáng Sinh (Ngân Giang)                                 | solo                               | ASIA Noel Mùa Tình Yêu       | 2011 |
| 8   | Thư Xuân Hải Ngoại (Trầm Tử Thiêng)                               | solo                               | ASIA Xuân Hy Vọng            | 2012 |
| 9   | Mùa Đông Về Chưa Em (Nguyễn Vũ)                                   | solo                               | ASIA Niềm Vui Mùa Giáng Sinh | 2012 |
| 10  | Cho Đồng Bào Tôi (Nguyễn Đức Quang)                               | Nhật Lâm                           | ASIA Golden 3                | 2013 |
| 11  | Xin Hãy Làm Ánh Đuốc                                              | Huỳnh Phi Tiễn, Mỹ Huyền, Nhật Lâm | ASIA Golden 3                | 2013 |
| 12  | LK Mùa Xuân Của Mẹ (Trịnh Lâm Ngân), Rước Xuân Về Nhà (Nhật Ngân) | Hoàng Thục Linh, Quốc Khanh        | ASIA Liên khúc Mùa Xuân      | 2015 |
| 13  | Lúa Mùa Duyên Thắm (Trịnh Hưng)                                   | Trúc Mi                            | ASIA Golden 4                | 2015 |
| 14  | Chiều Tây Đô (Lam Phương)                                         | solo                               | ASIA Golden 4                | 2015 |
| 15  | Ngày Xuân Thăm Nhau (Hoài An)                                     | Trúc Mi                            | ASIA Mừng Xuân               | 2016 |
| 16  | Sáu Tháng Quân Trường (Khánh Băng)                                | solo                               | ASIA Golden 5                | 2017 |
| 17  | Bên Trời Fatima (Lm. Nguyễn Văn Tuyên)                            | solo                               | ASIA Mẹ Fatima               | 2017 |
| 18  | Anh Không Chết Đâu Anh (Trần Thiện Thanh)                         | solo                               | ASIA Đặc Biệt 2020: Lễ Tạ Ơn | 2020 |
| 19  | Tiếng Chuông Viễn Xứ (Thiên Ca)                                   | solo                               | ASIA Christmas Special 2020  | 2020 |

## Giải thưởng
- Giải nhất tại cuộc tuyển lựa tài năng mới của Trung tâm Asia năm 2005